# Si-tö
Shide (kínaiul: 拾得; pinyin: Shídé; magyar népszerű átírás: Si-tö; japánul: Dzsittoku) vagyis „Lelenc” kínai buddhista költő, aki a Tang-dinasztia (618-907) idején, kb. a 9. században élt.
Si-tö (Shide) a kínai irodalom, a Tang-kori líra kevésbé jelentős alakja. 54 fennmaradt verse a Tang-kor több mint kétezer költőjének majd ötvenezer versét tartalmazó gyűjtemény legvégén, afféle függelékben kapott helyet, a szerzetes-költők sorában, akik után már csak a taoista papok, a legendás halhatatlanok és szellemek versei következnek. Alakja elválaszthatatlan a remeteköltőként számon tartott Han-san (Hanshan) személyétől, akinek fiatalabb kortársa és barátja volt. Mesterükkel, Feng-kan (Fenggan)nal együtt ők alkotják „A tiantai-i három szent” csoportját (Tien-taj szan seng (Tiantai san sheng) 天台三聖). Amíg Han-san (Hanshan) történetisége mind a mai napig kutatások tárgyát képezi, addig Si-tö (Shide) alakja és műveinek elemzése kevesebb tudományos figyelmet kap, verseinek keletkezési ideje ismeretlen, azok tartalmi és formai elemzésére még nem került sor.

## Élete
Si-tö (Shide) életének részleteire egyrészt a verseiben találhatunk utalásokat, ezenkívül csupán egy pár legenda örökíti meg alakját. Az éltére vonatkozó legendák közül az egyiket a Tang-kor összes versei című gyűjtemény szerkesztői adták közre, az ötvennégy összegyűjtött verse elé illesztve:

„Si-tö (Shide) a Csen-kuan (Zhenguan)-korban (627-650) Feng-kan (Fenggan)nal, Han-san (Hanshan)nal nagyjából egy időben élt a Kuo-csing (Guoqing)-kolostorban. Annakelőtte Feng-kan (Fenggan) csan (chan) mester a fenyves ösvényen járván lassú léptekkel, a Veres Fal útján találkozott egy tíz év körüli fiúval. Bevitte magával a kolostorba, s átadta a személyzetnek. Harminchat év után főszakács lett. Az ételmaradványokat mindig bambuszcsövekbe tette el, s mikor Han-san-ce (Hanshanzi) eljött, elvitte a hátán. Egyik éjjel a szerzetesek valamennyien azt álmodták, hogy a hegy istene azt mondta: „Si-tö (Shide) megvert engem.” Reggel a hegy istenén valóban botütés nyomait látták. Mind nagyon megfélemedtek. Mikor az történt, hogy Lü-csiu (Lüqiu) helytartó tisztelgett előttük, utána Han-san-ce (Hanshanzi)vel elmentek a kolostorból, nyomuk veszett. Később a kolostorbeli szerzetesek a déli hegycsúcsnál rőzsegyűjtés közben találkoztak egy szerzetessel, aki csontokat szedett össze mondván: „Si-tö (Shide) ereklyéit szedem össze.” Ekkor jöttek rá, hogy ebben a szakadékban pusztult el, ezért nevezték el Si-tö (Shide) szakadékának. Egy tekercs verse van.”

– Csongor Barnabás fordítása

A történetből kiderül, hogy Si-tö (Shide) talált gyerek, ezért aztán még az eredeti nevét sem ismerjük, hiszen a Si-tö (Shide) annyit jelent csupán, hogy Lelenc. Erre egyébként maga is utal verseiben:

### 15. vers (Tokaji Zsolt fordítása)
A Rideg-hegyen lakik jó Han-san (Hanshan),
S csak úgy találtak engem, Lelencet.
Ostobák rólunk nem tudnak semmit,
Minket egyedül Feng-kan (Fenggan) ismert meg.
Más hiába néz, meg sem pillanthat;
Ha keresnek, sehol sem lelhetnek.
Megválaszolom kérdésed, hogy mért:
Ez biz az Út, a nem-cselekedet.

### 16. vers (Tokaji Zsolt fordítása)
Kezdetektől fogva Lelenc vagyok,
S hogy így hívnak, dehogyis véletlen.
Családi kötelék engem nem tart,
Han-san (Hanshan) bátyó, csak ő az egyetlen.
Két remek cimbora: egy szív s lélek,
Mi nem vagyunk nagyvilági mohók.
S ha kérded, élt időnk mennyi – tudd, hogy
Láttuk tisztának a Sárga-folyót.
Egy másik történetben Feng-kan (Fenggan) az, aki Han-san (Hanshan)t és Si-tö (Shide)t Mandzsusrí és Szamantabhadra bodhiszattva, a mahájána buddhizmus két nagy istensége megtestesülésének nevezi. A későbbi hagyományban mindhárman a csan (chan) példaképek jelentős alakjainak számítanak.

## Si-tö(Shide)költészete
Si-tö (Shide) verseinek többsége a legrégibb és irodalomtörténetileg is legnevezetesebb, a Tang-korban kedvelt, de már inkább olvasott (szavalt) semmint énekelt formában létező úgynevezett „régi stílusúakhoz” (ku-ti-si (gutishi)) tartozik, melyeknek zöme (negyven vers) nyolc ötszótagú sorból áll. Ötszótagú versekből található egy-egy tizenkét (3.), tizennégy (54.) és tizenhat (2.) soros darab valamint három ilyen típusú vers hat sorból áll (28., 31., 46.). Hétszótagú, nyolc sort számláló versét mindössze egyet ismerünk (24.). A csupán négy sorból álló úgynevezett „csonka versek” (csüe-csü (jueju)) közé tartozó ötszótagú változatból csupán egy (8.), a hétszótagúból hat darab (20., 21., 28., 23., 29., 37.) található. A versek javarészt félrímes szerkezetűek (x a x a), s ugyanaz a rím tér vissza az egész költeményben.
Si-tö (Shide) versei Han-san (Hanshan) alkotásaival szemben sokkal egységesebb képet mutatnak. A feltehetően a 9. század környékén született versek alkotója, ha nem is egyetlen személy volt, akkor az ötvennégy vers költői oly módon azonosulni tudtak a Si-tö (Shide) nevével fémjelzett buddhista ihletésű költemények világával, hogy a több művész keze nyomát ma már lehetetlen szétválasztani. Amíg Han-san (Hanshan) verseiben jól felismerhető egy, a konfuciánus tanokat ismerő, talán világi hivatalnok képe, akinek felesége és gyermeke is volt, mielőtt a Rideg-hegyre vonulván remetének a taoizmussal átitatott csan (chan) szellemiségű verseket írta volna fákra, sziklára, addig Si-tö (Shide) versei olyan személyiséget tükröznek, aki a világi életről vajmi keveset tud. A szerzetesi életet úgy fogadja el a legtökéletesebbnek, hogy nem érezzük mögötte a világi létből való olyan mértékű kiábrándultságot, mint Hanshannál.

### 1. vers (Tokaji Zsolt fordítása)
Hiába hagyott Buddha szútrákat,
Csak nem változnak meg az emberek.
Nem csak a bölcsek vagy az ostobák,
Mert nagyra törni mindenki szeret.
Mint a hegyek akkorák céljaik,
Gondjaikat így lerázni lehet?
Hisz apró-cseprő terveket szőnek,
S éjt nappallá téve ügyeskednek.

### 45. vers (Tokaji Zsolt fordítása)
Hűs pradnyá-borból vegyen csak, vegyen;
Kijózanodnak könnyen, kik isszák!
Ehunn lakom fönn, a Tientaj (Tiantai)-hegyen,
Balgák mondják rá: „azok csak sziklák”.
Mély völgyeit, barlangjait járom,
Röpke érzelmek nem űznek ősrég.
Nem töprenkedem s nincs mit megbánnom,
Nincs bennem szégyen s nem ér dicsőség.
Han-san (Hanshan)nal szemben Si-tö (Shide) sokkal pontosabban és sokkal nagyobb számban használja a buddhista műszavakat, eszmeisége sokkal kevésbé keveredik a taoizmussal. (Ez alól az egyetlen kivétel a már idézett 15. vers). A konfuciánus eszméket és gondolatoknak azonban szinte nyomaiban sem találjuk. Ezért lehetséges az, hogy némelyik versében nem csupán a toposzokként leírt világi bűnöket ostorozza, hanem a kolostorlakó szerzetesek vétkeit is pellengérre állítja:

### 14. vers (Tokaji Zsolt fordítása)
Hozzátok szólok szerzetes társak:
Tudnotok kell, mit tanít Buddha!
Megigazultan, vágytól mentesen
Léha züllöttség nem fertőz soha.
Be sokan vagytok egyszerű urak:
Lám, az arany tart titeket fogva.
Ismerjétek meg a kiválókat:
Rábízzák maguk a kusza sorsra.

### 40. vers (Tokaji Zsolt fordítása)
Családot elhagyó szerzetesek
Mohón húst faltok s bort nyel gigátok.
Így kívántok tán mennybe kerülni?
A pokol bugyra, az vár tirátok.
Míg kántáljátok a szent szútrákat,
A világi népre szórtok átkot.
Jó, ha tudjátok, hogy legalább ők
Nem hazudozzák, mennyire mások.
Akárcsak Han-san (Hanshan)nál, Si-tö (Shide)nél is jelentős szerepet kap a környezet, amely mindig a magasztos, lenyűgöző s szinte felfoghatatlan roppant hegyekkel ölelt táj. A táj ábrázolása, leírása sohasem öncélú. Fenségességében, titokzatosságában mindig a világi élettel szembenálló, kolostori magányba visszavonult, tiszta szerzetesi élet jelképe.

### 54. vers (Tokaji Zsolt fordítása)
Nevess csak rajtam, erdőben élőn,
Hisz itt sehol sincs emberi porta.
Felhők kúsznak föl sziklabércekre,
Vízesés dühöng, tombol robaja.
Majmok sivítnak görbe ösvényen,
Embertől távol tigris otthona.
Tiszta, lágy szellő fenyők közt neszez,
Rajta madárhad trilláját ontja.
Magam lépdelek vízmosás mentén,
Magasra hágok sziklaoromra.
Néha szusszanok szirtek kövein,
Ledőlök, s testem borostyán fonja.
Messzi révedek a város felé:
Alig hallik már nyüzsgő moraja…

## Magyarul
- A remete és a lelenc. Han-san és Si-tö versei. Zen költemények a 7. századi Kínából; vál., ford., jegyz. Tokaji Zsolt, előszó Csongor Barnabás; Fapadoskonyv.hu, Bp., 2010 (Kelet klasszikusai)